# 李汝珍
李汝珍（1763年？─1830年），字松石，號松石道人，直隸大興（今北京市）人。清代文人，小說《鏡花缘》為其代表作。
他的一生大約經歷了清乾隆、嘉慶、道光三朝，但考場不得意。乾隆四十七年壬寅（1782年），十九歲隨兄鹽課司大使李汝璜到海州板浦（今江蘇连云港海州区板浦鎮）等地，師事凌廷堪，结识许乔林、许桂林、吴振勃等。後因水患捐官得縣丞一職。李汝珍是道地的文人，“於學無所不窺，尤通音韻”，精通文學、詩詞、音韻、經學、字學、醫學、算數、茶經、棋譜，還「旁及雜流」，如象緯、篆隸等。
嘉慶二十三年（1818年）寫成《鏡花緣》，花了近二十年心血，三易其稿，原擬寫二百回，只完成一百回。旅美學人夏志清評論此書幾乎沒有前後文矛盾之處。另著有《李氏音鑑》、《字母五聲圖》、《受子譜》等。
今連雲港板浦鎮東大街，有“李汝珍紀念館”。